# Código do Processo Criminal de 1832

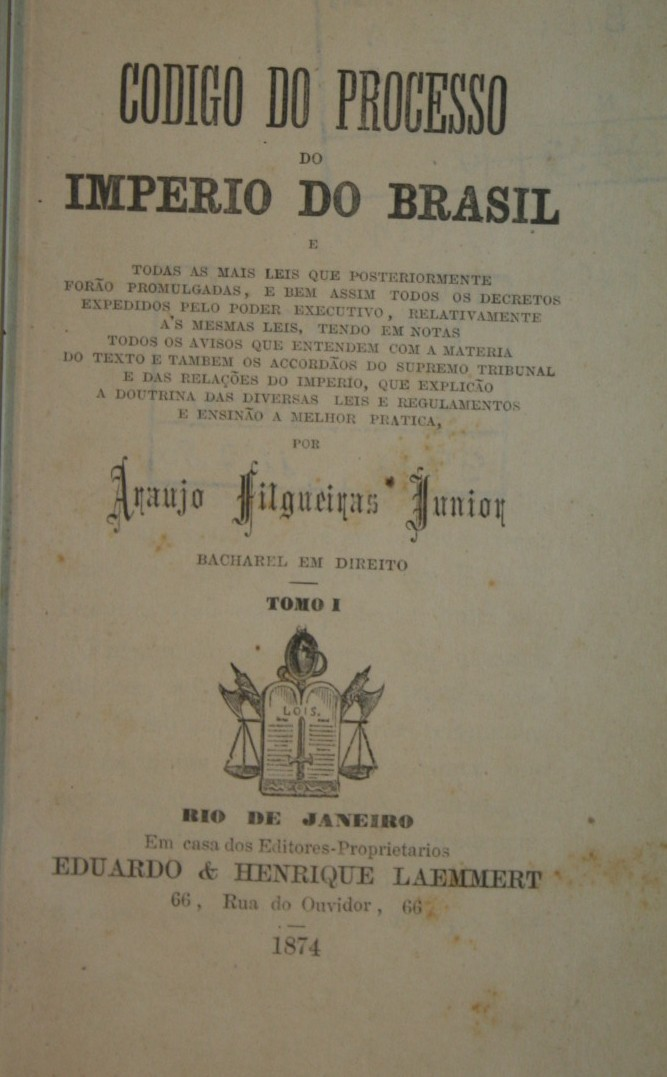
Código do Processo Criminal de 1832, em edição de Araújo Filgueiras Junior.

A Reforma do Código de Processo Criminal brasileiro foi sancionada depois da abdicação de Dom Pedro I, em 29 de novembro de 1832. A reforma estabeleceu as regras para o processo penal no país, substituindo as antigas normas portuguesas em vigor desde o período colonial.

## O código
O Código de Processo Criminal de 1832 foi um marco importante na história da legislação brasileira, pois estabeleceu as regras para o processo penal no país, substituindo as antigas normas portuguesas em vigor desde o período colonial.
O código foi elaborado durante o período regencial, após a independência do Brasil, por uma comissão de juristas liderada por Diogo Feijó, futuro regente do Império. O objetivo era modernizar a justiça brasileira, abolindo práticas obsoletas e ineficientes, como o uso da tortura e da prisão arbitrária.
O Código do Processo Criminal de 1832 estabeleceu diversas inovações importantes, como a exigência de um julgamento público e a garantia de defesa para o acusado, além de restringir o uso da prisão preventiva e da tortura.
No entanto, o código ainda tinha algumas falhas, como a ausência de um juiz de instrução independente e a falta de um sistema de recursos para revisão de sentenças. Essas questões só seriam abordadas posteriormente com a reforma judiciária do final do século XIX.
Apesar das limitações, o Código do Processo Criminal de 1832 foi uma importante evolução no sistema judiciário brasileiro, contribuindo para a modernização da justiça no país e para a consolidação da autonomia e independência do Poder Judiciário. O código teve influência na legislação posterior e permaneceu em vigor até a reforma judiciária de 1939, que instituiu o Código de Processo Penal em vigor atualmente no Brasil.